# Світанок (Рівненський район)
Світа́нок — село в Україні, в Рівненському районі Рівненської області. Село у складі Великомежиріцької громади. Колишній центр Світанівської сільської ради. Населення — 826 осіб; перша згадка — 1577 рік; первісна назва — Блудів (до 1963 року).
Через Світанок проходить територіальний автошлях Т 1812.

## З історії села
З 1199 року ця територія Волині увійшла до складу Галицько-Волинського князівства, а з 1340 року — до Литви. Приблизно у цей час великі литовські князі подарували незайняті землі між Корцем і Острогом хрещеному татарину дворянину Мурзі Кирдей-хану, який своєю резиденцією обрав Гощу. Маючи кількох синів, Кирдей дав кожному по селу. Так виникли роди Вільгорських, Богуринських, Чапличів-Шпанівських, Мильських, Гойських. В 1586 р. село згадується в Житомирській замковій книзі як володіння пана Гойського. Деякий час село належало князям Острозьким.
Після 2-го поділу Польщі (1793) Блудів є селом Острозького повіту Волинської губернії в Російській імперії.
1802 р. — село належало шляхтичам Моссаковському і Жилок-Камінському. Мосаковський згодом продав свою частину родині Ланкевичів, а Камінський в 1875 році — чехам-колоністам.
В 1845 р. діяла суконна фабрика, котра виробляла продукції на 2700 руб. в рік.
В 1872 році на місці старої церкви на кошти прихожан була побудована нова дерев'яна церква в ім'я Покрову Пресвятої Богородиці, діюча і понині..
В 1884 р. в церковному будинку, побудованому прихожанами в 1862 р, відкрито церковноприходську школу, у якій навчалося 12 дітей.
У 1906 році село Блудів Гощанської волості Острозького повіту Волинської губернії. Відстань від повітового міста 43 верст, від волості 13. Дворів 180, мешканців 974.
В 1960 р. відкрито пам'ятник Т. Г. Шевченку.
В 1965 р. відкрито пам'ятний знак 38 землякам, які загинули у німецько-радянській війні.
Також у селі є пам'ятка липа-велетень, їй понад 151 рік. У цієї липи теж є історія. Колись у липу вдарила блискавка і липа розкололася на дві частини. Липа горіла дуже довго, люди бігали її гасити, коли вони її погасили, то побачили що липа розкололася на дві частини. Зараз на цей час, якщо під'їхати до липи, то можна побачити розколоту велику дірку. (Див. також Липа-велетень).

## Історичні пам'ятки

### Свято-Покровська церква

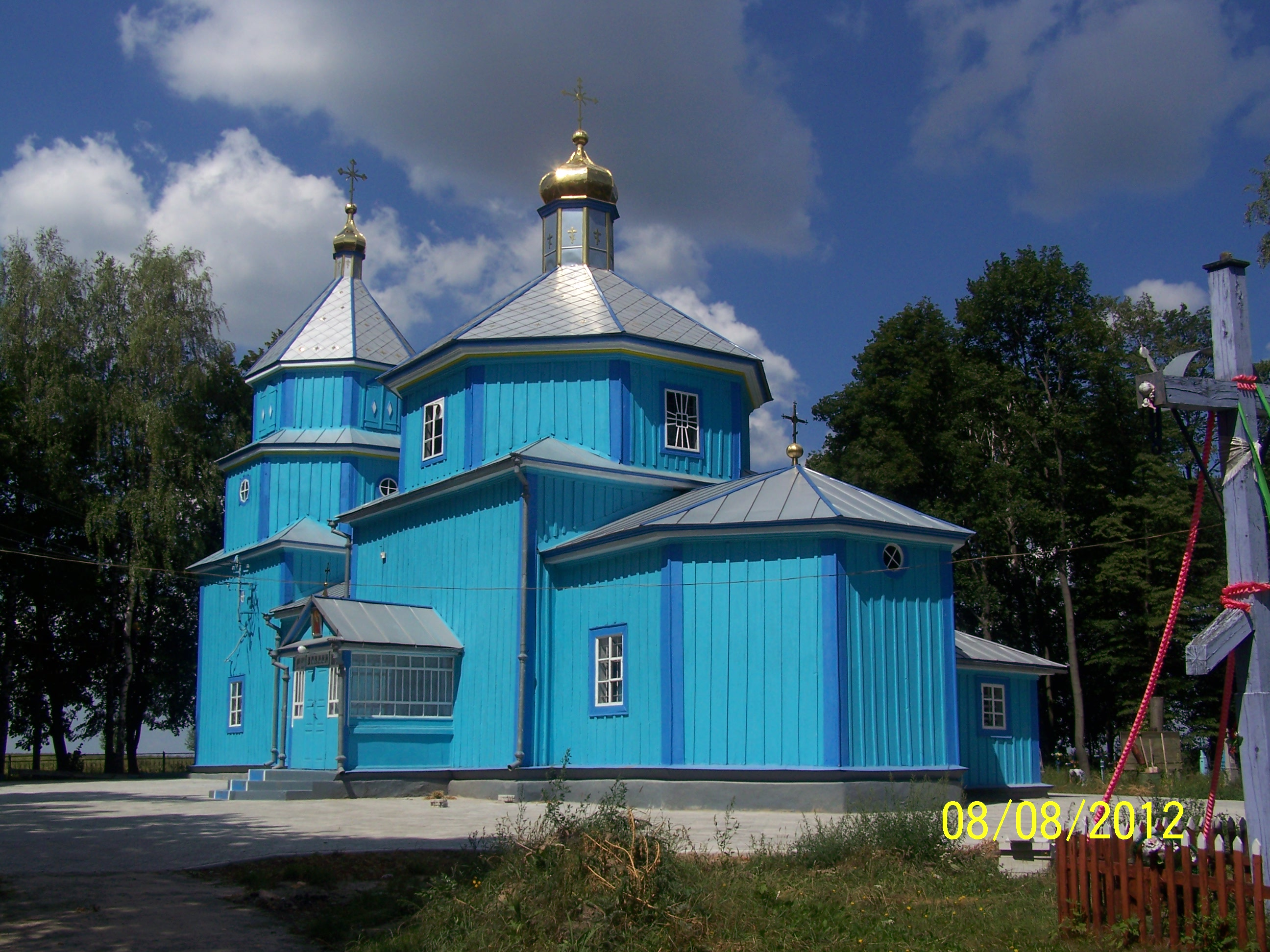
Свято-Покровська церква в с. Світанок, 2012 р.

Збудована у XVII столітті. Дерев'яна на кам'яному фундаменті, тризрубна, одноповерхова, з триярусною дзвіницею на західному фасаді.

### Колишня церковно-приходська школа

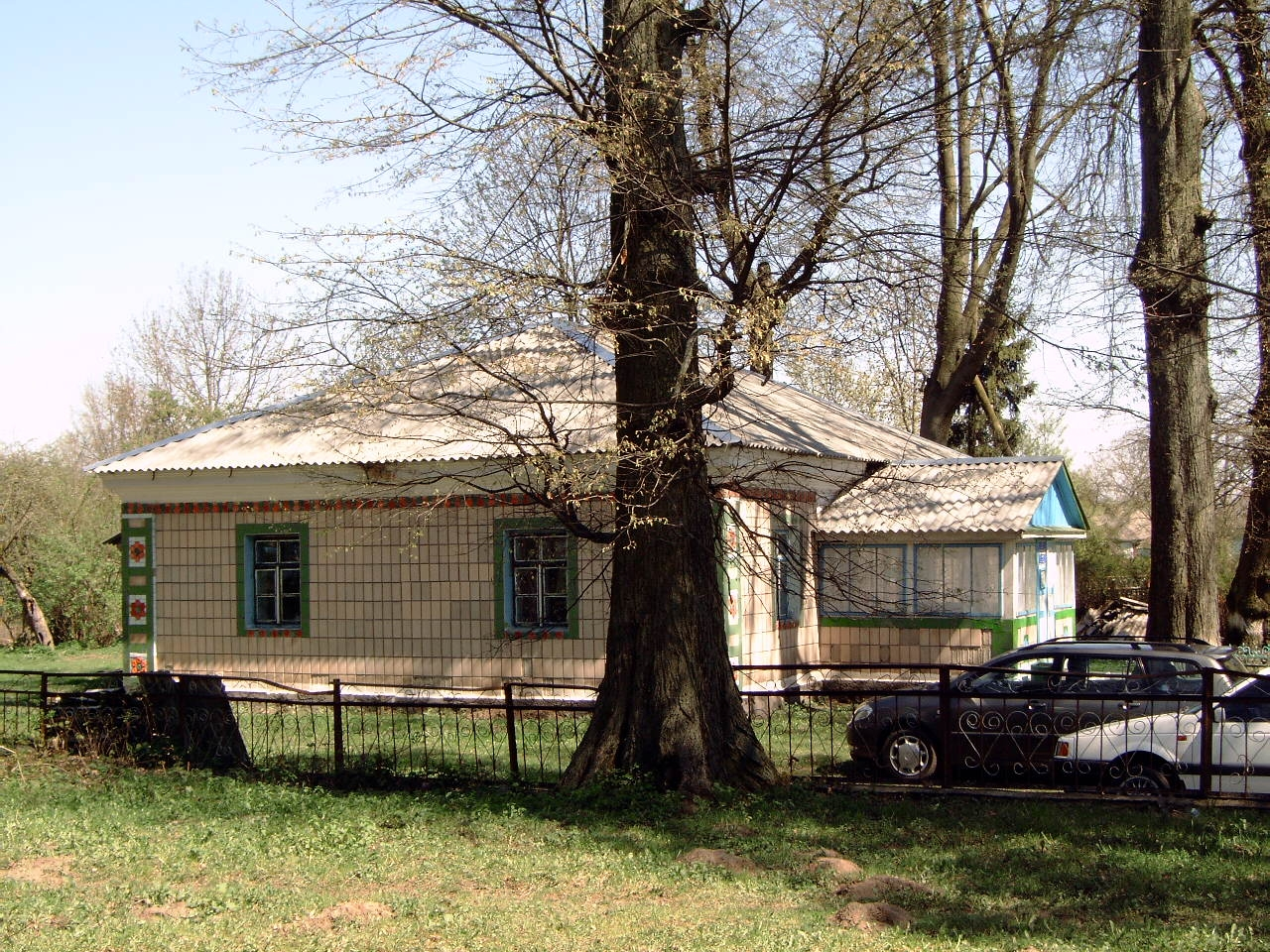
Колишня церковно-приходська школа в с. Світанок, нині ФАП.

## Населення

### Мова
Розподіл населення за рідною мовою за даними перепису 2001 року:
| Мова       | Кількість | Відсоток |
| ---------- | --------- | -------- |
| українська | 821       | 99.4%    |
| російська  | 5         | 0.6%     |
| Усього     | 826       | 100%     |

## Соціальна сфера
Діють "Світанівський НВК" загальноосвітня школа 1-2 ст дошкільний навчальний заклад, публічно-шкільна бібліотека, будинок культури, фельдшерсько-акушерський пункт.